# لئو رامیرز
لئو رامیرز (انگلیسی: Leo Ramírez؛ زادهٔ ۲۰ ژوئن ۱۹۹۲) بازیکن فوتبال اهل اسپانیا است.
از باشگاه‌هایی که در آن بازی کرده‌است می‌توان به باشگاه فوتبال لاس پالماس اشاره کرد.